# Леонар, Жан-Луи
Жан-Луи Леонар (фр. Jean-Louis Léonard; род. 24 июля 1950, Безансон, Ду) — французский политический и государственный деятель, депутат Национального собрания (1993—1997, 2002—2012), мэр коммуны Шателайон-Плаж (1984—1995, 1996—2020).

## Биография
Родился 24 июля 1950 года в Безансоне, департамент Ду, Франция.
После окончания обучения, в ходе которого он получил степень в области инженерии, Леонар начал карьеру государственного служащего. В 1983 году он стал заместителем мэра коммуны Шателайон-Плаж, а после смерти действующего мэра Поля Мишо стал её новым главой.
На парламентских выборах 1993 года Леонар был избран депутатом Национального собрания Франции от 1-го избирательного округа Приморской Шаранты, одержав победу над многолетним депутатом от округа Мишелем Крепо. На парламентских выборах 1997 года Крепо удалось вновь избраться в Национальное собрание, однако, на выборах 2002 года Леонар смог вновь избраться в нижнюю палату от 2-го избирательного округа своего департамента. Леонар сохранял своё депутатское кресло до 19 июня 2012 года, когда его сменила Сюзанн Таллар.
28 июня 2020 года Леонар покинул пост мэра коммуны Шателайон-Плаж, отойдя от активной политической деятельности.